# Рудня (Полесский сельский совет)
Рудня (укр. Рудня) — село на Украине, основано в 1875 году, находится в Коростенском районе Житомирской области. До 1961 г. — Рудня-Могилянская.
Код КОАТУУ — 1822384404. Население по переписи 2001 года составляет 103 человека. Почтовый индекс — 11555. Телефонный код — 4142. Занимает площадь 0,39 км².

## Адрес местного совета
11555, Житомирская область, Коростенский р-н, с. Полесское, ул. Молодёжная, 7